# Mobile (banda)
Mobile é uma banda canadense de rock alternativo de Montreal, composta por Mat Joly (vocal), Christian Brais (guitarra), Pierre-Marc Hamelin (bateria), Dominic Viola (baixo) e Frank Williamson (guitarra). Seu álbum de estréia, Tomorrow Starts Today, foi lançado em 2006. A banda foi indicada para dois Juno Awards em 2007, e ganhou o prêmio de "Grupo Revelação do Ano". Posteriormente, Hamelin deixou a banda e foi substituído por Martin Lavallée.

## História

### Formação e primeiros anos (2000-2005)
Em 2000, Dominic Viola se juntou a Moonraker, uma banda de rock de Montreal, que havia iniciado em 1997, com Brais, Hamelin, Joly e Williamson. Depois de algum sucesso inicial, ganhando inclusive o CHOM L'Esprit em 2001, a banda se mudou para Toronto em 2003. Em 2005 a banda assinou com a Universal Music Group Canada e Interscope e mudou seu nome para Mobile.

### Tomorrow Starts Today (2006-2007)
Em 18 de abril de 2006, o Mobile lançou seu álbum de estréia Tomorrow Starts Today, pela Universal Music Group Canada. O vídeo da música para o segundo single, "Out of my Head", foi nomeado para um MuchMusic Video Award de melhor pós-produção.
Músicas do Tomorrow Starts Today tem sido destaque em vários meios, tais como programas de TV e jogos de vídeo-game. "Montreal Calling" e "New York Minute" estavam nas trilhas sonoras de NHL 07 e FIFA 07, respectivamente. A faixa título do álbum, "Tomorrow Starts Today", também foi destaque no filme canadense bilíngüe, Bon Cop, Bad Cop, e "New York Minute" foi apresentado em um episódio de One Tree Hill.
Mobile ganhou o Juno Award 2007 para o "Grupo Revelação do Ano". Tomorrow Starts Today também foi indicado para o "Álbum de Rock do Ano", no Juno Award 2007.
Em 21 de agosto de 2007, o álbum foi lançado nos Estados Unidos através da The Militia Group.

### Tales From The City (2007-presente)
A banda entrou em estúdio com o produtor Jeff Saltzman em dezembro de 2007 para começar a gravar seu segundo álbum, Tales From The City, que foi lançado em 7 de outubro de 2008. Mobile lançou o primeiro single deste novo álbum, "The Killer" em 1 de julho de 2008.